# Élection présidentielle camerounaise de 1975

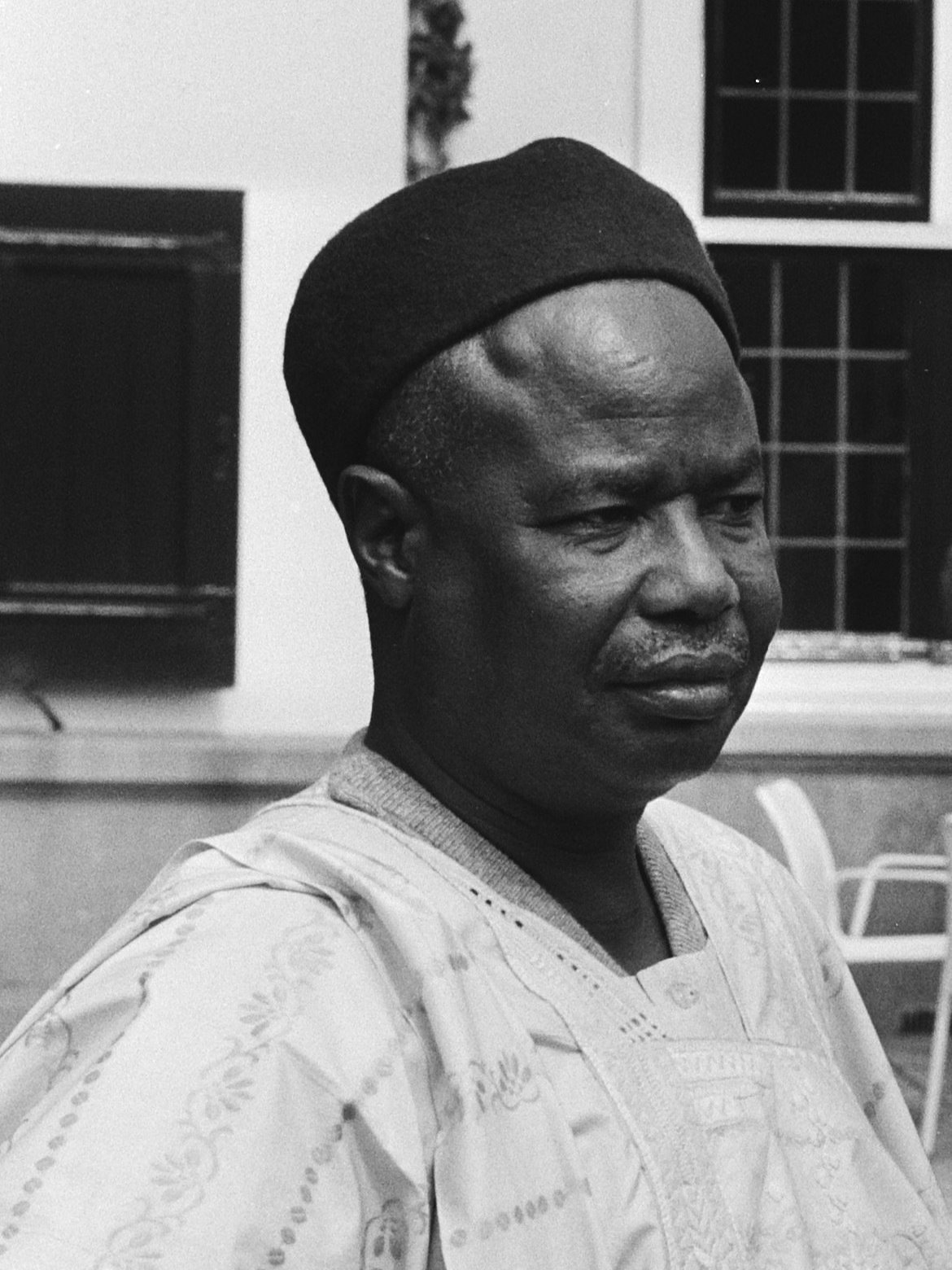
Photo

L'élection présidentielle camerounaise de 1975 s'est tenue le 5 avril 1975. Le président sortant Ahmadou Ahidjo est le seul candidat et l’emporte avec 100 % des résultats. Le Cameroun fonctionne alors sur la base d’un régime à parti unique. La participation est de 99,4 %.

## Résultats
| Candidat               | Parti                        | Votes     | %    |
| ---------------------- | ---------------------------- | --------- | ---- |
| Ahmadou Ahidjo         | Union nationale camerounaise | 3 483 165 | 100% |
| Votes invalides/blancs | Votes invalides/blancs       | 163       | -    |
| Total                  | Total                        | 3 483 328 | 100% |